# Гемия
Гемѝя (на турски: gemi – кораб) е старо название за кораб.
Днес употребата на думата, се използва за означаване на не много голям кораб, предназначен предимно за къси плавания по море. Дължината на съда е 10-20 метра. Корпусът му е изработен от дърво. Задвижва се по 2 начина. По-старите модели се задвижват с ветрила, а съвременните - с двигател. Служи за превозване на малки товари или риболов. Водачът на гемия се нарича гемиджия.